# Aspiscellaria panamensis
Aspiscellaria panamensis is een mosdiertjessoort uit de familie van de Candidae. De wetenschappelijke naam van de soort is, als Scrupocellaria panamensis, voor het eerst geldig gepubliceerd in 1950 door Osburn.